# Fuerzas Armadas de Transnistria
Las Fuerzas Armadas de Transnistria se establecieron el 6 de septiembre de 1991, en concordancia con el artículo 11 de su Constitución. Son el componente militar y de defensa de la autoproclamada República Moldava Pridnestroviana.
El grueso militar de Transnistria se compone de entre al menos 4.500 a 7.500 soldados y oficiales, divididos en cuatro brigadas de infantería motorizada ubicadas en Tiraspol, Bender, Rîbniţa, y Dubăsari (pudiéndose convocar a otros 15.000-25.000 en caso de necesidad).

## Historia

### Inicios
El 6 de septiembre de 1991 el Soviét Supremo de la República de Moldava de Transnistria adoptó una resolución titulada "Sobre las medidas para proteger la soberanía y la independencia de la República", según la cual se ordenaba la creación y formación de las Fuerzas Armadas. Primero, para su constitución se funda la Guardia Republicana. Luego del primer choque armado, en el cual la Guardia Republicana recientemente fundada participó durante el ataque a la ciudad de Dubossari por parte de las tropas de Moldavia, tuvo lugar el 13 de diciembre de 1991. Para ese mismo año se completó la organización y la estructura del Ejército de Transnistria. Poco después del estallido de un conflicto a gran escala, el 17 de marzo de 1992, las fuerzas militares que existen en la actualidad fueron constituidas formalmente.
Después del conflicto armado con Moldavia, el 3 de septiembre de 1992 se aprobó la creación de las "Fuerzas Armadas de Transnistria", según el cual a finales del año se formó la estructura básica del Ministerio de Defensa, la nueva estructura orgánica y de personal, las estructuras de mando y las respectivoas unidades, así como se desarrollaron los planes de combate y movilización. El 14 de marzo de 1993 la primera promoción del personal de las nuevas Fuerzas Armadas tomó juramento de fidelidad a la recientemente autoproclamada República y a su pueblo.

### Actualidad
Las Fuerzas Armadas de Transnistria están compuestas de cuatro batallones de infantería mecanizada, un batallón de artillería, una brigada de aviación militar y sus respectivas unidades de defensa aérea, así como otras unidades como las de fuerzas especiales y de apoyo logístico. Las unidades que han terminado su servicio militar luego son incorporadas como la fuerza de reserva -denominada "Milicia Popular"-.
En Transnistria existe el servicio militar obligatorio, que ha de realizarse durante 1 año. Los ciudadanos que han prestado su servicio militar han de pasar a formar las unidades de la reserva militar. Además, parte de los militares es de tipo profesional, siendo contratados como un empleado público. El número total de militares en Transnistria es de entre 5.000 y 7.500 efectivos. En caso de llamamiento de reservas para afrontar un posible conflicto, el número se puede aumentar rápidamente a las 80.000 personas.

## Equipamiento y armas

### Ejército

#### Armas de infantería
- AK-74 - En reserva.
- AKM - En uso como arma de infantería.
- Ametralladoras PKM - En uso como arma de apoyo a la infantería.
- Makarov PM - En uso como arma de servicio y de los oficiales, además es el arma de servicio secundario de la infantería.
- Rifle de tirador Dragunov SVD - En uso como arma de apoyo y asalto de la infantería.

#### Vehículos
| Nombre     | Imagen | Origen          | Tipo                              | Cantidad |
| ---------- | ------ | --------------- | --------------------------------- | -------- |
| T-72       |        | Unión Soviética | tanque rector                     | ~20      |
| T-64BV     |        | Unión Soviética | tanque rector                     | ~18      |
| T-55       |        | Unión Soviética | tanque rector                     | ~35      |
| BMP-1      |        | Unión Soviética | Vehículo de combate de infantería | 30       |
| BTR-70     |        | Unión Soviética | Transporte blindado de personal   | 75       |
| BTR-60     |        | Unión Soviética | Transporte blindado de personal   | 40       |
| BRDM-1     |        | Unión Soviética | Transporte blindado de personal   |          |
| BRDM-2     |        | Unión Soviética | Transporte blindado de personal   |          |
| MT-LB      |        | Unión Soviética | Transporte blindado de personal   |          |
| BM-21 Grad |        | Unión Soviética | Lanzacohetes múltiple de 122mm    | 40       |

#### Artillería
| Nombre | Imagen | Origen          | Tipo                 | Calibre |
| ------ | ------ | --------------- | -------------------- | ------- |
| D-44   |        | Unión Soviética | Cañón divisional     | 85mm    |
| KS-19  |        | Unión Soviética | Artillería antiaérea | 100mm   |

- 107 vehículos de combate y de apoyo a la infantería en los que se incluyen BTR-60, BTR-70, MT-LB y BRDM-2.
- 73 piezas de artillería que incluyen cañones como el D-44, morteros calibre 120 mm de 20 rondas y sistemas de artillería de cohetes "Grad".
- 46 sistemas de defensa antiaérea que incluyen cañones ZPU-4, ZU-23, S-60 y baterías KS-19.
- 173 unidades de vehículos destructores de tanques (cazacarros).[cita requerida]

### Fuerza aérea
- 3 Antonov An-2.[4]
- 1 Antonov An-26.[4][5]
- 4 helicópteros Mil Mi-2.[4][6]
- 6 helicópteros Mil Mi-8.[4][5][6]

Escarapela de las aeronaves de la Fuerza Aérea de Transnistria.

- 2 Aviones de entrenamiento Yakovlev Yak-18.[4]
- 6 helicópteros Mil Mi-24.

## Estructura
La vida castrense de Transnistria está regulada tanto por el Ministerio de Defensa como por la Jefatura del Estado Mayor. La unidad más grande en el Ejército de Transnistria es una división, y la más pequeña es un pelotón. La estructura incluye un departamento de 10 personas, compuesto de 3 secciones, y el pelotón se compone de 32 personas, siendo 3 pelotones los que componen la unidad. Cuatro unidades componen una batería de mortero, y las unidades individuales (pelotones) forman parte del batallón. El Día de las Fuerzas Armadas de Transnistria se celebra el 6 de septiembre todos los años. Las unidades más destacadas son:
- Guardia de la República de Transnistria (germen de las fuerzas militares de Transnistria),
- Batallón de Fusileros de las Fuerzas Armadas de la República de Transnistria,
- Batallón de fuerzas especiales "Delta".

## Educación militar
La educación y preparación del cuerpo de oficiales de las Fuerzas Armadas de Transnistria es de carácter mixto, titulándose como profesionales y militares a la vez, en un programa de capacitación dual; similar a lo que se estila en Occidente. Las nuevas unidades se forman mayormente en el Instituto Militar del Ministerio de Defensa, en conjunto con la Universidad Estatal de Transnistria.